# The Dude Busters
The Dude Busters was een professioneel worsteltag team dat actief was in de World Wrestling Entertainment (WWE) op WWE SmackDown en in de Florida Championship Wrestling (FCW), opleidingscentrum van de WWE. Het team bestond uit Caylen Croft en Trent Barreta.

## In worstelen
- Finishers en signature moves
  - Inverted atomic drop (Croft) gevolgd door een running single leg high knee (Barreta)
  - Simultaneous powerbomb (Croft) / neckbreaker (Barreta) combinatie

## Kampioenschappen en prestaties
- Florida Championship Wrestling
  - FCW Florida Tag Team Championship (2 keer)